# میان‌ده (بافت)
میان ده روستایی در دهستان کیسکان بخش مرکزی شهرستان بافت استان کرمان ایران است.

## جمعیت
بر پایه سرشماری عمومی نفوس و مسکن در سال ۱۳۹۵ جمعیت این مکان ۱۸۸ نفر (۶۴خانوار) بوده‌است.